# Епсилон геминиди
Епсилон геминиди (ε-Геминиди) су слаб метеорски рој који се јавља у исто врем и са готово истим карактеристикама као Ориониди. Због близине радијанта Орионида и ε-Геминида (радијант ε-Геминида је 9° ближе еклиптици), потребно је доста пажње да би се разликовали метеори ова два роја. Орбите метеороида ε-Геминида трпе већу пертурбацију него ориониди, што сведочи да су ε-Геминиди млађи рој. Матично тело ε-Геминида није са сигурношћу утврђено.